# Frederic Smith

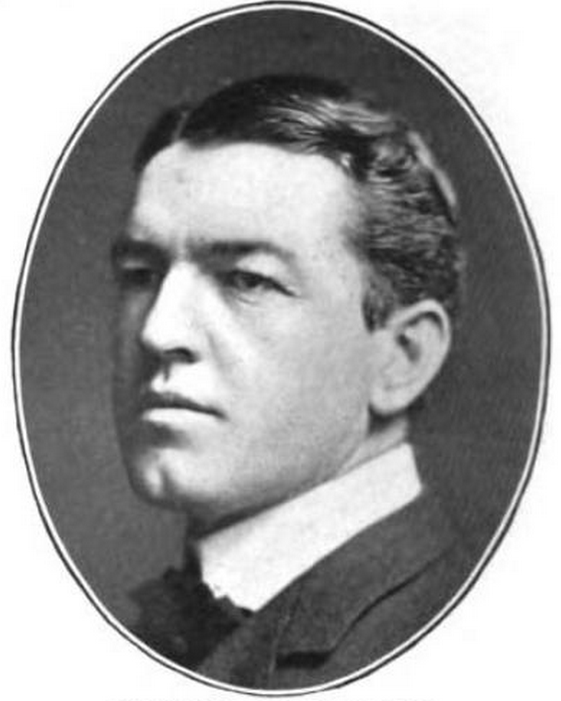
Frederic Latta Smith

Frederic Latta Smith (ur. 6 lutego 1870 w Lansing, zm. 6 sierpnia 1954 w Beverly Hills) – amerykański futbolista i pionier w branży motoryzacyjnej, założyciel koncernu General Motors. 